# Ułachan-Czistaj
Ułachan-Czistaj (ros. Хребет Улахан-Чистай) – pasmo górskie w azjatyckiej części Rosji; w Jakucji. Stanowi najwyższy odcinek głównej grani Gór Czerskiego. Od południa graniczy w głównej grani z pasmem Czerge, a od północy z pasmem Czemałginskij chriebiet. 

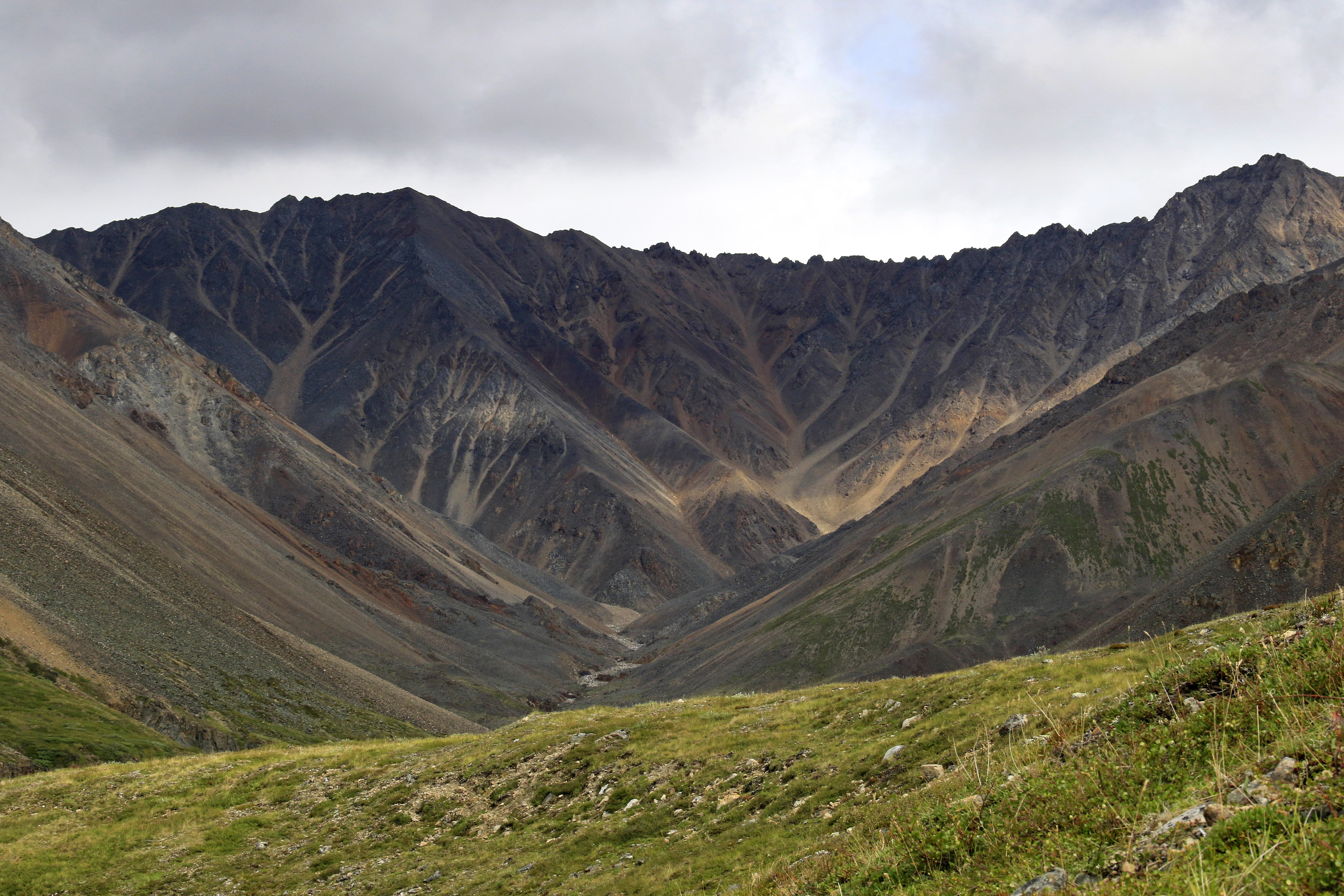
Dolina rzeki Sachłardach

Pasmo ograniczone jest od północy i wschodu doliną rzeki Momy, za którą znajdują się Góry Momskie, a od południowego zachodu doliną rzeki Erikit (lewy dopływ Momy) i Płaskowyzu Nerskiego, za którym znajduje się pasmo Tas-Kystabyt. Długość pasma ok. 250 km. Najwyższym szczytem Ułachan-Czistaj i zarazem najwyższym szczytem Gór Czerskiego jest Pobieda (3003 m n.p.m.) leżąca w masywie Buordach. 
Pasmo zbudowane jest z granitów; rzeźba alpejska. Układ piętrowy: do 1000 m tajga modrzewiowa, 1000–1600 m tundra górska, powyżej kamienista pustynia górska, w najwyższych partiach lodowce (łączna powierzchnia ponad 100 km²). Największy z nich to Lednik Cariegradskogo (długość 8,9 km, powierzchnia 12 km kw.).
Część pasma obejmuje park krajobrazowy „Momskij”.